# Luke Combs
Pour les articles homonymes, voir Combs.
Luke Combs (né le 2 mars 1990 à Huntersville, Caroline du Nord) est un chanteur et compositeur américain de musique country.
Né et élevé en Caroline du Nord, il a commencé à faire des spectacles dans son enfance, notamment au Carnegie Hall. Après avoir abandonné l'université pour poursuivre une carrière musicale, il a déménagé à Nashville, Tennessee, où il a sorti son premier EP, The Way She Rides, en 2014.
En 2017, Combs a sorti son premier album, This One's for You. Cet album a atteint la quatrième place du palmarès Billboard 200. Combs a sorti son deuxième album, What You See Is What You Get, le 8 novembre 2019. L'album a dominé les palmarès dans plusieurs régions. Une version deluxe de l'album est sortie le 23 octobre 2020, incluant la chanson Forever After All.
Grâce à sa musique, Combs a obtenu deux nominations aux Grammy Awards, deux prix de musique iHeart Radio, quatre Academy of Country Music Awards et six Country Music Association Awards, dont le prix Entertainer of the Year 2021, reconnue comme étant leur plus haute distinction.

## Biographie

### Enfance et formation
Luke Albert Combs est né le 2 mars 1990 à Huntersville, en Caroline du Nord. Il est le fils unique de Rhonda et Chester Combs. Il a déménagé à Asheville, Caroline du Nord, à l'âge de 8 ans. Il a commencé à se produire en tant que chanteur durant l'enfance. Pendant ses études au lycée, Combs a joué au football et il a également joué avec plusieurs groupes vocaux, notamment en jouant un solo au Carnegie Hall. Plus tard, il a fréquenté l'université d'État des Appalaches où il a travaillé comme videur dans un bar avant de gagner de l'expérience musicale sur la scène de ce même bar. Il a joué son premier spectacle de musique country au Parthenon Cafe à Boone. Avec moins d'un mois restant dans sa dernière année, il a abandonné ses études universitaires pour poursuivre sa carrière dans la musique country. Pour ce faire, il a déménagé à Nashville, Tennessee.

### Musique
En février 2014, Combs a sorti son premier EP, The Way She Rides. Plus tard la même année, il sort son deuxième EP, Can I Get an Outlaw. En 2016, le premier single de Combs, Hurricane, s'est vendu à 15 000 exemplaires au cours de sa première semaine et a fait ses débuts au numéro 46 du palmarès Billboard Hot Country Songs. En novembre 2015, Combs sort son troisième EP, This One's for You. À la fin de l'année suivante, Combs a été nommé l'un des artistes à surveiller de Sounds Like Nashville.
Combs a signé une entente avec Sony Music Nashville, et le premier single de This One's for You, Hurricane, a été réédité sur Columbia Nashville. Cette chanson a atteint le sommet du classement des diffusions radio nationales le 15 mai 2017, occupant cette place pendant deux semaines.
En juin 2017, Combs a sorti son premier album auprès d'une grande maison de disque, également intitulé This One's for You. L'album s'est classé au numéro un des meilleurs albums country de Billboard et au numéro cinq du Billboard américain 200 au cours de sa première semaine. Le deuxième single de l'album, When It Rains It Pours, est sorti à la radio le 19 juin 2017. Il a atteint le sommet du classement Country Airplay en octobre 2017. Le troisième single de l'album, One Number Away, est sorti sur les radios le 8 janvier 2018. En juin 2018, Combs a sorti une version deluxe intitulée This One's for You Too, avec cinq chansons bonus, dont deux (She Got the Best of Me' et Beautiful Crazy) ont été publiés en singles et ont tous deux atteignant le numéro un. Beautiful Crazy a atteint le numéro un sur Country Airplay en février 2019, donnant à Combs cinq numéros un sur le palmarès country Billboard avec ses cinq premiers singles. La chanson a atteint le numéro un sur trois classements country supplémentaires, soit le Hot Country Songs, le Country Streaming Songs et le Country Digital Song Sales.
Le 11 juin 2019, Combs a été invité à devenir le nouveau membre du Grand Ole Opry.
En août 2019, son album This One's for You a passé sa 44e semaine au numéro un sur Top Country Albums, battant le record du plus long règne au sommet de ce classement par un artiste masculin.
Son deuxième album What You See Is What You Get est sorti le 8 novembre 2019. L'album a répertorié les singles Beer Never Broke My Heart, Even Though I'm Leaving, Does to Me (un duo avec Eric Church) et Lovin' on You, qui ont tous atteint le numéro un sur le palmarès Hot Country Songs de Billboard.
En mai 2020, Combs sort le single Six Feet Apart. Le single est rapidement devenu populaire auprès des auditeurs car il illustrait les défis de la vie pendant la pandémie de COVID-19. En juin 2020, Combs a confirmé que son prochain single serait Lovin' on You, qui est sorti à la fois sur son deuxième album et sur l'EP The Prequel, qui a précédé l'album.
Combs a publié le 23 octobre 2020 une version deluxe de What You See Is What You Get, intitulée What You See Ain't Always What You Get, avec cinq nouvelles chansons. La chanson Forever After All a établi des records de diffusion en musique country sur Apple Music et Spotify.
En juillet 2022, Combs est une des têtes d'affiche du FEQ et chante devant plus de 70 000 personnes.
L'artiste a été nommé dans la catégorie Top Artist des Billboard Awards en 2023.

### Vie personnelle
Début 2016, Combs a commencé à sortir avec Nicole Hocking, et ils se sont fiancés en novembre 2018, Le couple s'est marié en Floride le 1er août 2020. Le 20 janvier 2022, Combs et Hocking ont annoncé qu'ils attendaient leur premier enfant ensemble, un garçon, au printemps 2022. Leur fils est né le 19 juin 2022. Leur deuxième fils, Beau, est né le 15 août 2023. 
Combs a lutté contre l'anxiété et principalement le trouble obsessionnel compulsif à l'adolescence et pendant ses années universitaires. Il a dit que même si c'est quelque chose qu'il a appris à mieux contrôler, il est toujours aux prises avec des pensées obsessionnelles de temps en temps.

## Tournées

### Tête d'affiche
- Don't Tempt Me with a Good Time Tour (2017-18)
- Beer Never Broke My Heart Tour(2019)
- What You See Is What You Get Tour (2020-21)

### À titre d'accompagnateur[Quoi ?]
- The Devil Don't Sleep Tour (2017) avec Brantley Gilbert (en)
- High Noon Neon Tour (2018) avec Jason Aldean
- Here On Earth Tour (2020) avec Tim McGraw

## Discographie

### Albums studio
- 2017 : This One's for You
- 2019 : What You See Is What You Get
- 2022 : Growin' Up
- 2023 : Gettin' Old
- 2024 : Fathers & Sons